# Biblioteca Inguimbertina
La Biblioteca Inguimbertina è la biblioteca municipale "classificata" della città di Carpentras. Contiene fondi bibliografici patrimoniali di grande interesse storico, testi di lettura pubblica e collezioni museali che l'hanno fatta classificare "Museo di Francia" e che sono presentate in due sedi distinte: il Museo Comtadin-Duplessis e il Museo Sobirats.

## Prima dell'Inguimbertina
Prima della creazione della biblioteca Inguimbertina vi furono due tentativi di istituire una biblioteca a Carpentras:
- Jordi d'Ornos (Georges d'Ornos), vescovo di Carpentras, morto nel 1452, avrebbe voluto che il patrimonio di libri fosse venduto per finanziare la costruzione di una nuova cattedrale. Ma si preferì sospendere subito questa vendita per creare una biblioteca pubblica. Ciò fu fatto nel 1460 all'interno della cattedrale esistente. Tuttavia, questa biblioteca cessò di esistere, ma non se ne conoscono esattamente le cause.
- Jacopo Sadoleto, nominato vescovo della città, imbarcò nel 1527 la sua ricca biblioteca affinché giungesse in Francia. Purtroppo la peste uccise l'equipaggio e la nave affondò. Così, la collezione del grande umanista si perse in mare.

## La biblioteca del vescovo d'Inguimbert

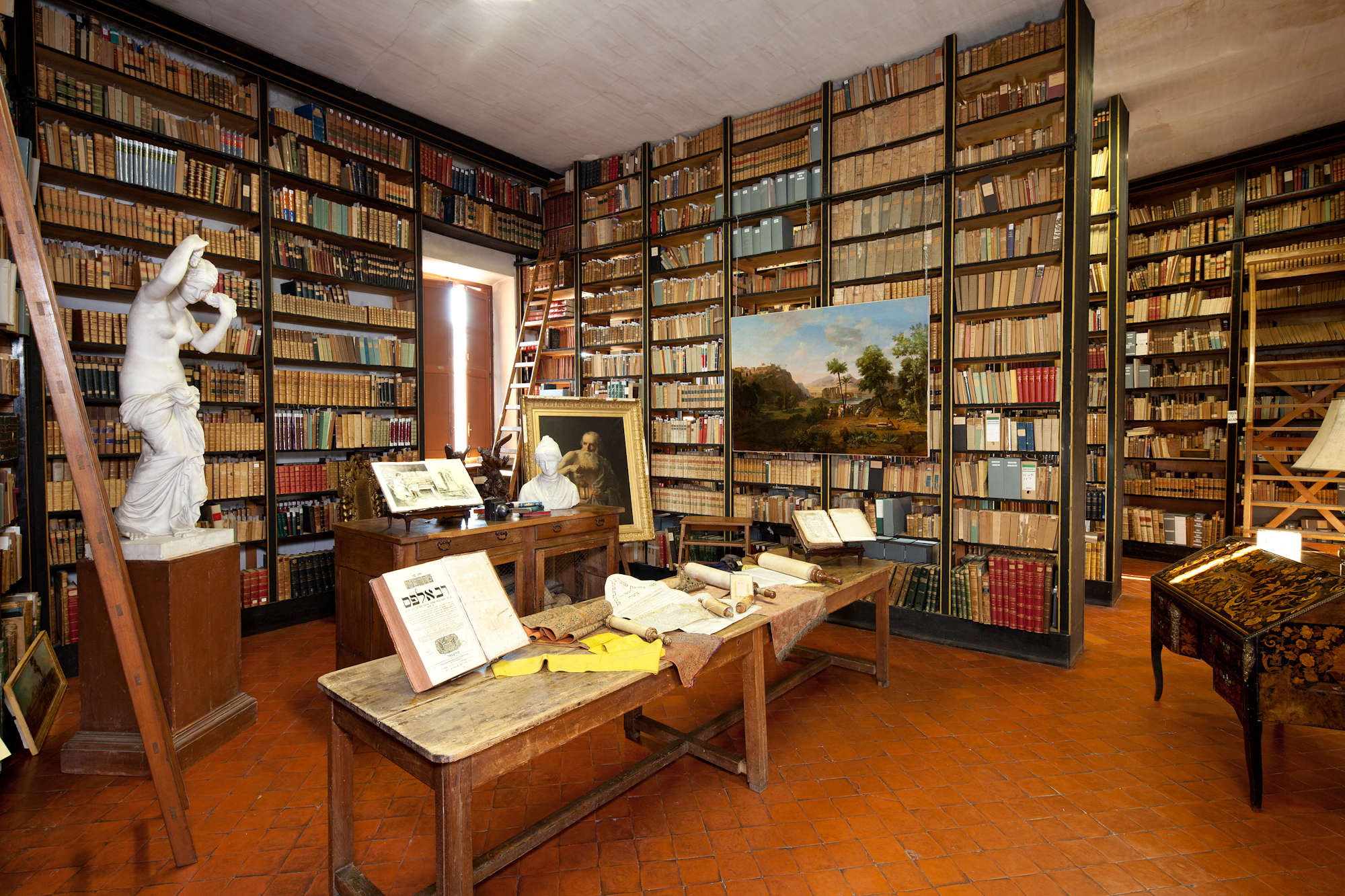
Biblioteca Inguimbertina Collezione Barjavel

Così il vero fondatore della biblioteca pubblica di Carpentras fu il vescovo Joseph-Dominique d'Inguimbert.
Costui, prima ancora di essere nominato vescovo di Carpentras, era stato il bibliotecario di Papa Clemente XII (Lorenzo Corsini). Egli consigliò di acquistare la biblioteca del cardinale Filippo Antonio Gualterio e partecipò alla classificazione di quella biblioteca, resa pubblica nel 1754. Fra i bibliotecari famosi in Italia in quegli anni, citiamo Antonio Magliabechi e Prospero Lambertini, che succedette a Clemente XII con il nome di Benedetto XIV.
Nominato vescovo della città nel 1735, Inguimbert portò da Roma circa 4.000 volumi, quadri, stampe, etc... e la vendita della biblioteca del presidente di Mazaugues gli fornì l'occasione pro arricchire la sua: circa 5.000 volumi, 4.000 medaglie, diversi oggetti d'arte e curiosità varie presero la via di Carpentras nel 1745. Due anni dopo egli comprò altresì, dal barone de Trimond, nipote ed erede dei Mazaugues, i dossier e le minute della corrispondenza di Nicolas-Claude Fabri de Peiresc, cosa che contribuì grandemente alla fama della collezione Inguimbertina.
Inguimbert acquistò e sistemò il palazzo Grandis-Pomerol, che era a fianco del palazzo episcopale, per sistemarvi le sue collezioni. Sollecitò quindi al Papa Benedetto XIV affinché gli concedesse l'autorizzazione a lasciare in eredità la sua fondazione. Nel 1746, infatti, una Bolla pontificia confermò la fondazione di questa "casa dei musei", come è scritto, sotto forma di rebus disegnato, sopra il portone d'ingresso: Una canna fra due topi: "mus - arundo - mus", cioè: "musarum domus").
Questo modello italiano trasportato nell'antica capitale dello Stato pontificio del Contado Venassino è una delle originalità della biblioteca Inguimbertina.

## Dalla Rivoluzione francese all'evoluzione delle biblioteche

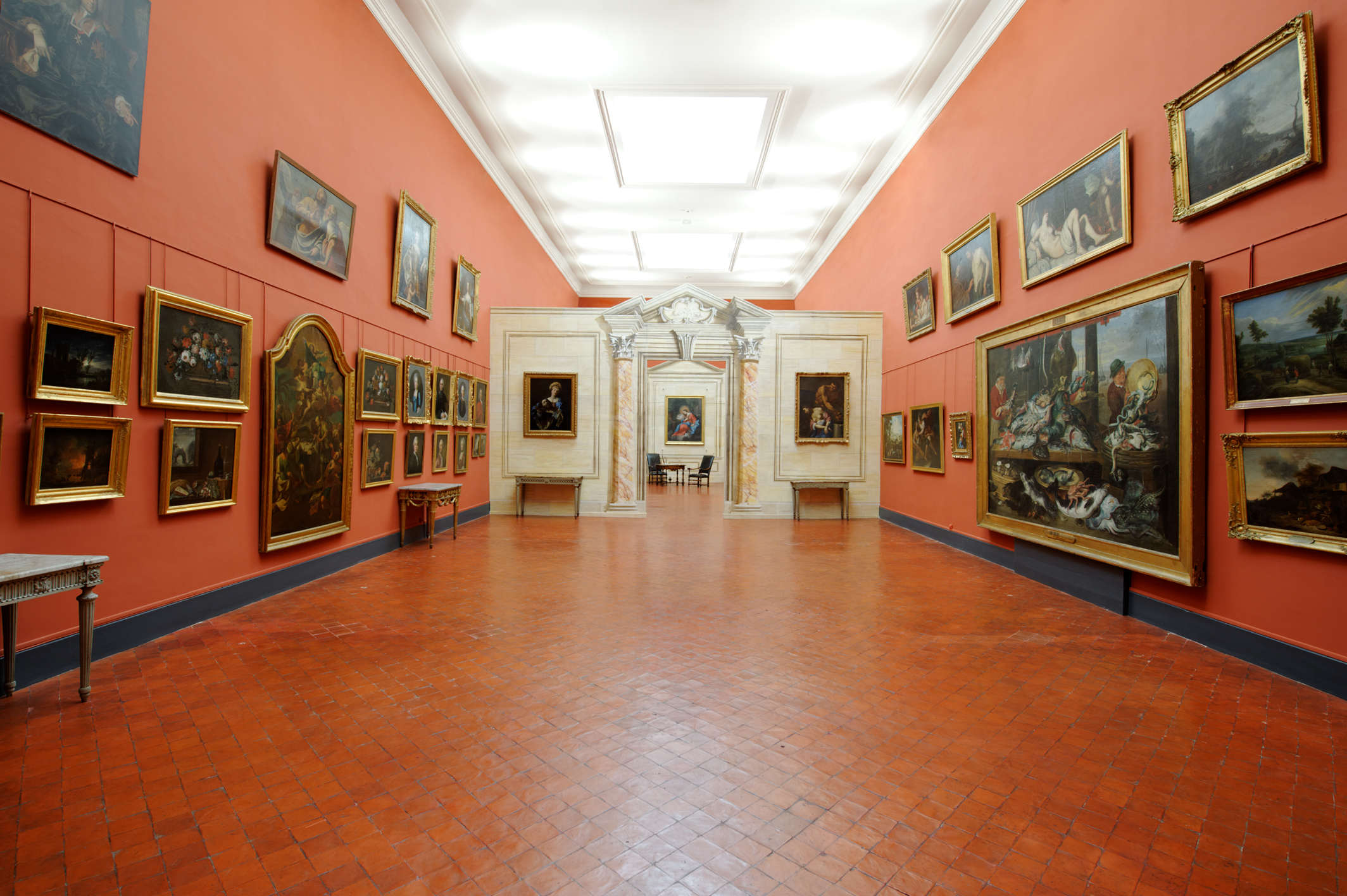
Museo Duplessis, galleria d'Inguimbert

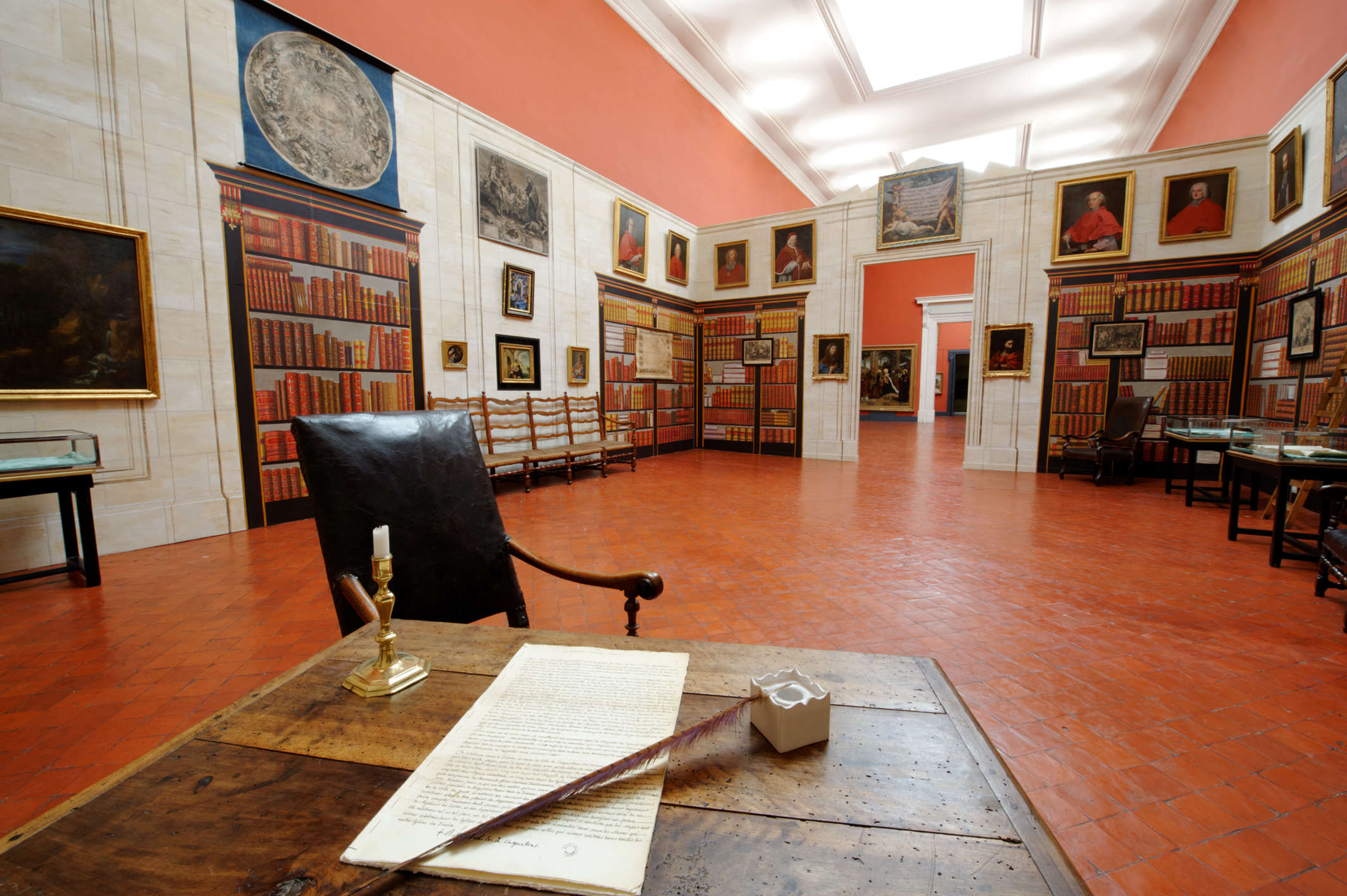
Museo Duplessis, studio di Mons. d'Inguimbert

Un altro elemento originale della biblioteca Inguimbertina, che è sia conseguenza del primo, sia legato alla storia della Rivoluzione francese nel Contado Venassino, è costituito dallo scarso contributo delle acquisizioni rivoluzionarie. Se è vero, infatti, che la maggioranza delle biblioteche municipali classificate deve la sua ricchezza alla requisizione forzata delle biblioteche che erano proprietà delle congregazioni religiose, per la biblioteca Inguimbertina non fu così.
Nel 1847 il Comune trasferì le collezioni in un palazzo privato, nel quale la biblioteca si trova ancor oggi, con le sue scaffalature e il suo assetto classificativo settecentesco. Diverse donazioni (come quella di Casimir-François-Henri Barjavel, con i suoi 10.000 volumi, i quadri e gli oggetti d'arte), i depositi dello Stato e le varie acquisizioni, la arricchiscono.

Questa biblioteca pubblica creata prima dell'avvento della lettura pubblica, questa « maison des muses », che tiene assieme diversi generi di oggetti, assai prima dell'invenzione delle mediateche, ha accompagnato la creazione delle biblioteche popolari nell'ultimo quarto del XIX secolo, ha accolto gli archivi municipali, ha istituito dei musei a partire da certe opere conservate (Museo Comtadin-Duplessis, Museo Sobirats, Museo Lapidaire), e confida di poter tenere insieme ciò che altrove è stato separato, scisso o persino contrapposto: fondi patrimoniali e lettura pubblica, biblioteche, archivi e musei.

### L'Inguimbertina all'Hôtel-Dieu

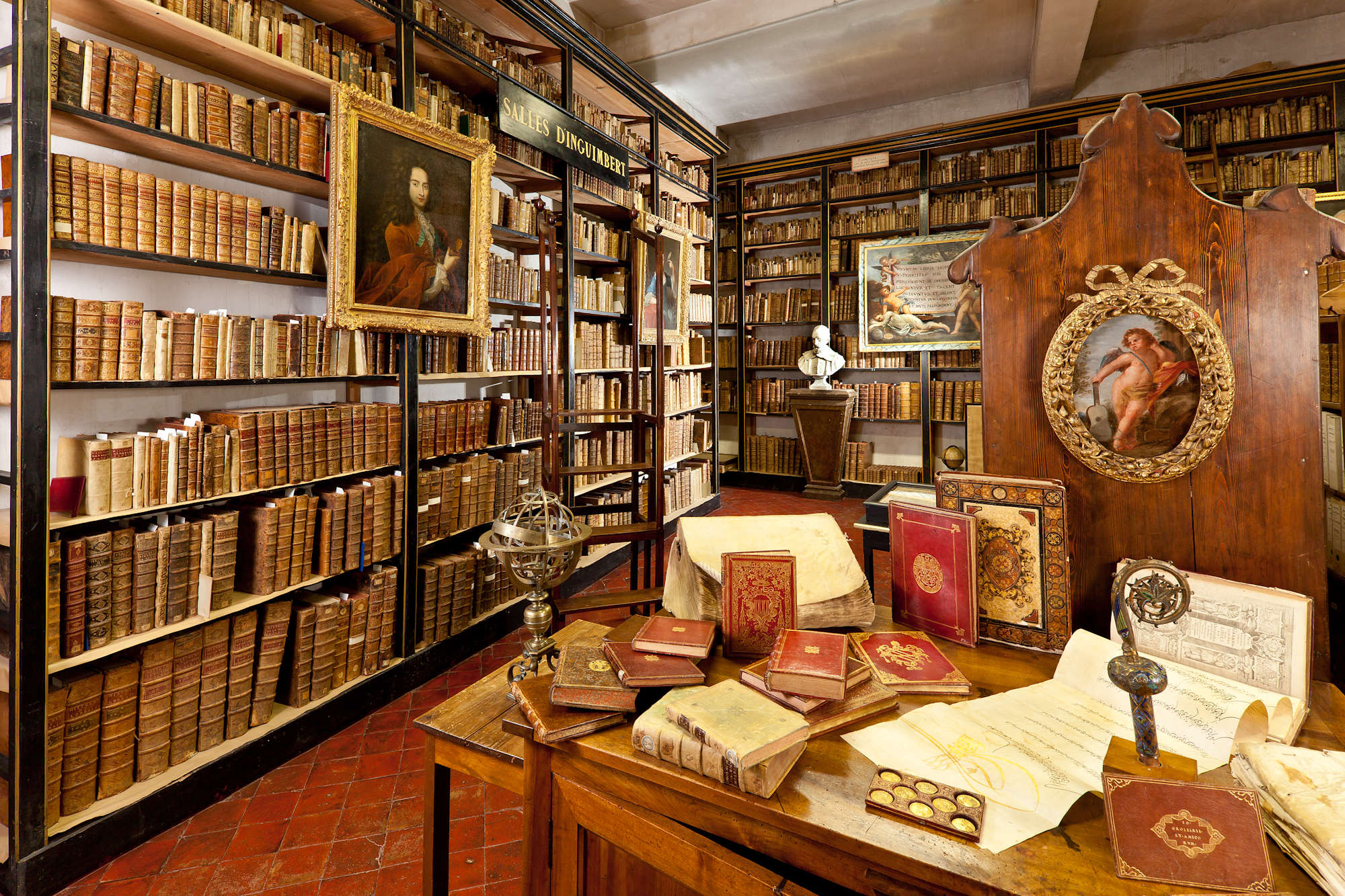
Biblioteca Inguimbertina, collezione d'Inguimbert

Ormai da diversi anni il Comune ha lanciato il progetto di trasferimento delle varie collezioni della biblioteca all'interno di un polo culturale localizzato nell'antico Hôtel-Dieu di Carpentras (antico ospedale), che è attualmente in corso di restauro. Tale trasloco ha per obiettivo il miglioramento della disponibilità dei vari fondi e dell'accoglienza del pubblico. Durante il rinnovamento dell'Hôtel-Dieu, è stato compiuto un profondo lavoro di modernizzazione della biblioteca, e la sua informatizzazione, in vista di una libera consultazione "on line"..
Sia il progetto tecnico che quello culturale del trasferimento dell'Inguimbertina all’interno dell'Hôtel-Dieu prevedono di lasciare inalterati gli elementi architettonici notevoli dell’Hôtel-Dieu stesso (vestibolo, cappella e antica farmacia). Gli altri spazi permetteranno la riorganizzazione delle collezioni. Il piano terra accoglierà i testi per la lettura pubblica - con uno specifico adattamento ai multimedia - includendo la presenza di opere pittoriche, di strumenti musicali e scientifici, sino all'oggettistica d'arte, e coprendo 1800 m². Al primo piano è prevista l'esposizione permanente degli uffici privati che furono dei principali donatori (300 m²), le collezioni di belle arti esposte con criteri tematici (1700 m²) e anche la sala delle mostre temporanee (300 m²). Un grande atrio, di concezione e di arredo contemporaneo, accoglierà il banco di ricevimento, il guardaroba, la libreria. Accostato alla scalinata principale, esso faciliterà il collegamento fra le diverse parti dell'edificio e si aprirà anche sull'antico giardino delle suore. Si prevede il completamento dei lavori nel 2020.

## L'Associazione degli Amici dell'Inguimbertina
Creata nel 2001 da due cittadini di Carpentras, l’AAIMC ha lo scopo di far conoscere la biblioteca e il Museo di Carpentras, le cui collezioni conservano documenti, incunaboli, libri e manoscritti di tale importanza che, per consultarli, gli studiosi e i ricercatori vengono da tutto il mondo.

L’Associazione, che conta oggi più di 200 membri, finanzia anche dei restauri o delle acquisizioni, in stretta collaborazione con il Conservatore.
Finalità prioritaria dell’Associazione è partecipare alla manutenzione e all'arricchimento del patrimonio locale e, al fine di sostenere finanziariamente questo obiettivo, vengono allestite numerose manifestazioni: conferenze, concerti e visite..

## I Conservatori

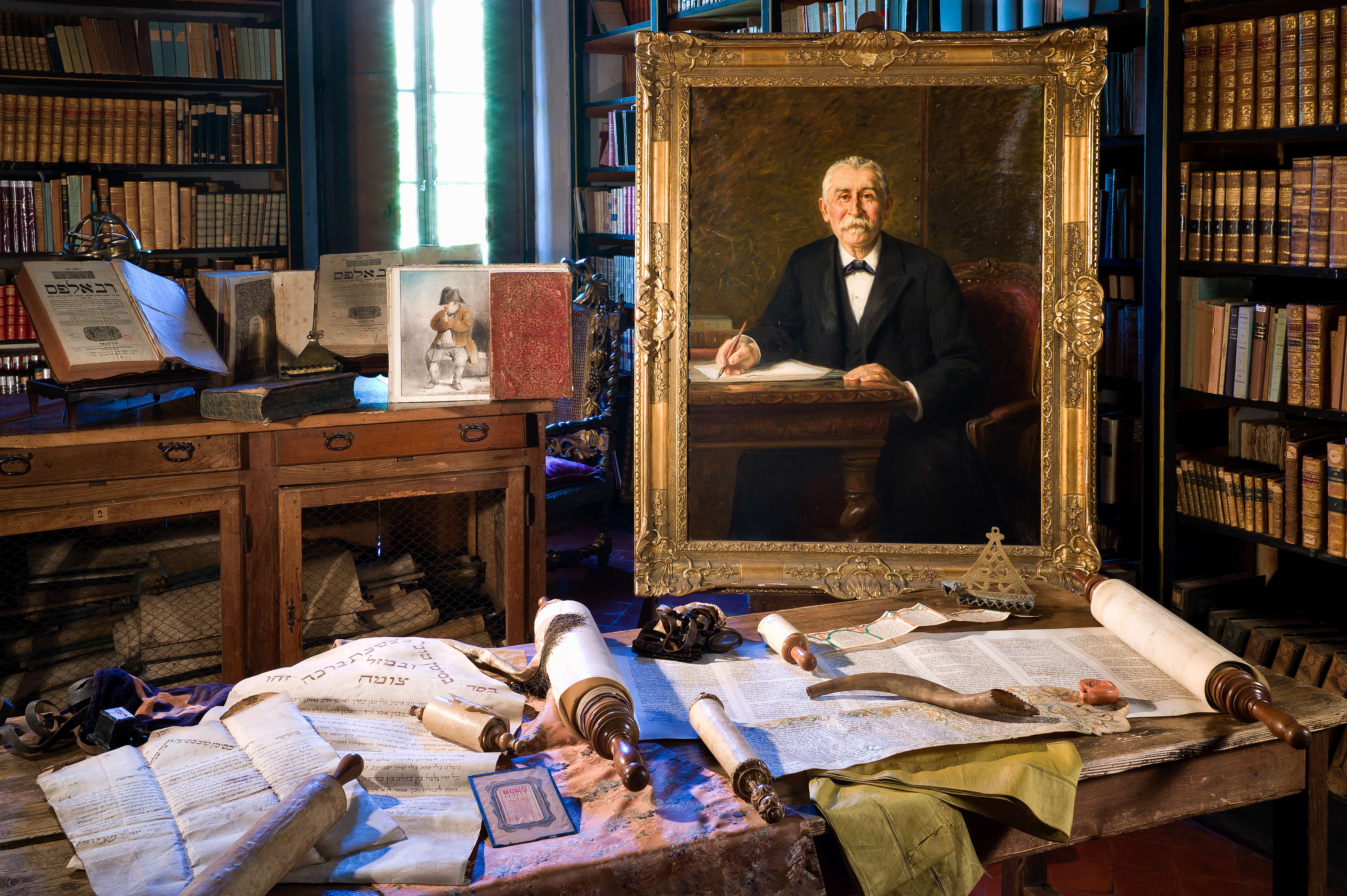
Biblioteca Inguimbertina, sezione ebraica

- Robert Caillet (1923-1946)
- Claude Sibertin-Blanc (1946-1949)
- Georges Bataille (1949-1951)
- Henri Dubled (1951-1983)
- Jean-François Delmas (dal 2004)

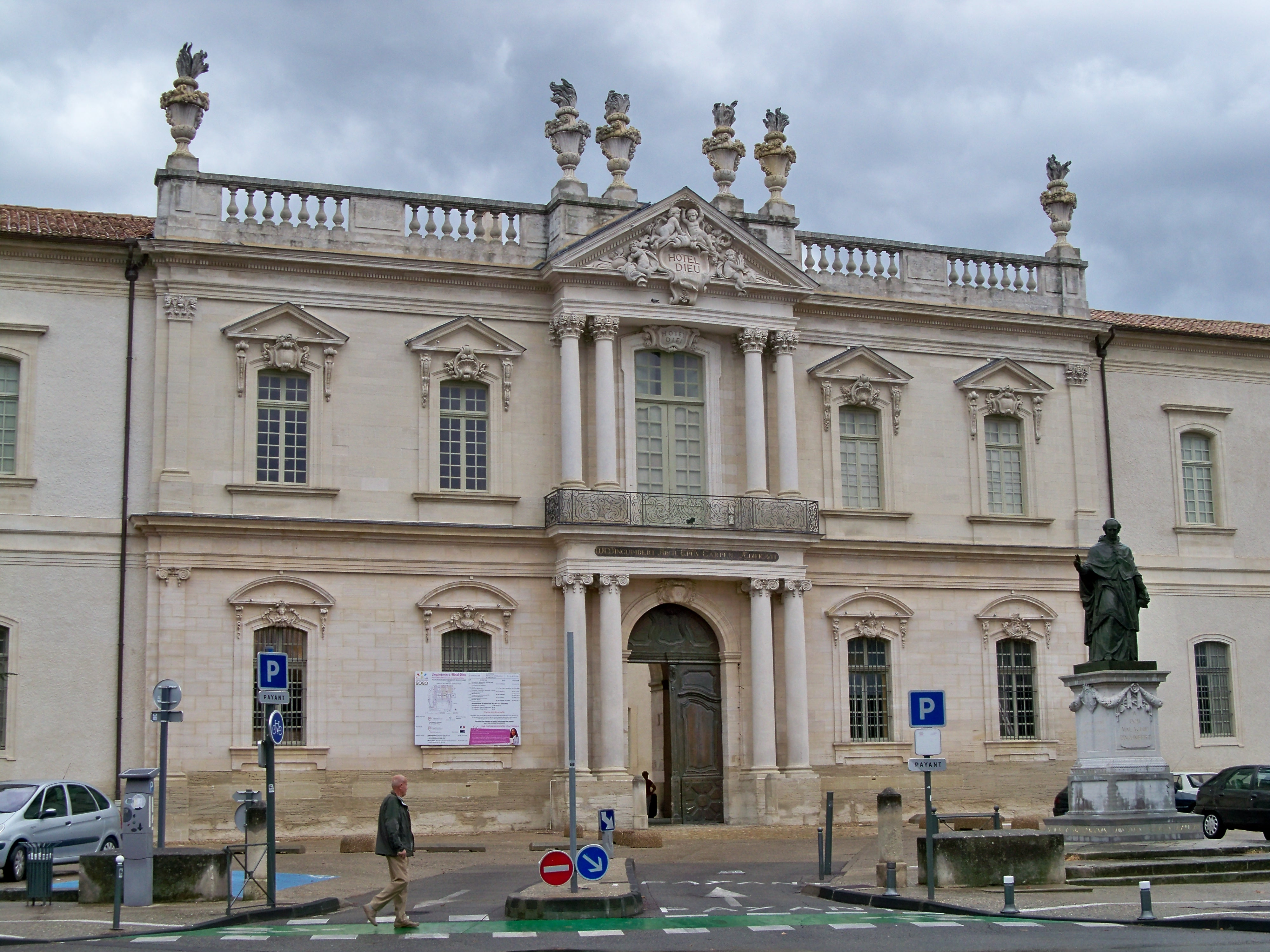
La nuova sede: l'Hôtel-Dieu di Carpentras